# José Antonio Llorente
José Antonio Llorente (Madrid, 1 de diciembre de 1960-Madrid, 31 de diciembre de 2023) fue un periodista y consultor en comunicación español, cofundador y presidente de la consultoría LLYC (antes Llorente y Cuenca).

## Trayectoria
En 1982 se licenció en Ciencias de la Información, rama periodismo, en la Universidad Complutense de Madrid. Más tarde se especializó en Asuntos Públicos en The Henley College de Oxford (Reino Unido) y en la Universidad de Indiana en Pensilvania (EE.UU.).
Como periodista trabajó en la agencia EFE, desempeñándose como redactor (1981) y en el departamento de Comunicación de la Confederación Española de Organizaciones Empresariales (1980 a 1985). Este trabajo lo llevó a conocer el mundo empresario, así como a los empresarios Carlos Ferrer Salat y José María Cuevas, quienes influyeron en el desarrollo profesional de Llorente.
Entre 1985 y 1995 ocupó distintos cargos en la consultora de comunicación multinacional Burson Marsteller, llegando a ser Consejero Delegado.
En 1995 fundó, junto con Olga Cuenca, su propia consultoría especializada en comunicación y asuntos públicos, entonces llamada Llorente y Cuenca y ahora LLYC, la cual preside. La firma, situada entre las cincuenta mayores empresas de su sector a nivel mundial, opera hoy en trece países, y emplea a más de 610 profesionales, representando América el 55% de los ingresos y Europa el 45% en 2019, año en el que la facturación de la compañía alcanzó los 43,1 millones de euros.
Como empresario del sector, perteneció a distintas organizaciones como la Asociación de Directivos de Comunicación de España (DIRCOM),  Fundación Euroamérica y Asociación Agencias de España (integra la Junta Directiva). Fue, asimismo, parte del Consejo Editorial de Diario Crítico, del Consejo Asesor de Human Age Institute y miembro de Arthur W. Page Society. Participó habitualmente como columnista dentro de su área de conocimiento en numerosos medios gráficos, así como en ponencias, conferencias o disertaciones. Además, preside la Fundación LLYC.

## Vida personal
Tenía una hija y estuvo casado con Irene Rodríguez. Amante del arte contemporáneo y coleccionista enfocado en el arte español, portugués y latinoamericano fue Patrono del Museo del Barrio de Nueva York, miembro del Consejo Internacional de Mecenazgo de la Fundación Museo Reina Sofía y miembro del Consejo Asesor de la Fundación ARCO.

## Algunas publicaciones
- Autor del libro El Octavo sentido, ensayo sobre la relevancia de la comunicación en la sociedad del siglo XXI.[21]
- Artículo “Los líderes alentadores”, Ethic.com.[22]
- Tribuna “El liderazgo cambia de modelo”.[23][24][25][26][27]
- “El futuro que seremos”, en Revista UNO 34 de IDEAS LLYC.[28]
- “Comunicar en tiempos de disrupción”, en Revista UNO 33.[29]
- “Consumidores y marcas: una nueva era”, en Revista UNO 32.[30]
- “El alto coste de las crisis de reputación. ¿Estamos preparados?”, en Revista UNO 31.[31]
- 2020 – Prólogo del libro Desafío: COVID-19: “Comunicar en cuarentena. Balance de casi tres meses de confinamiento”.
- 2020 – Prólogo del libro Desafío: Disrupción, “Disrupción comunicativa y éxito empresarial".
- 2019 – Prólogo del libro Desafío: Transparencia Radical, “Comunicar en un mundo transparente”.
- 2018 – Prólogo del libro Desafío: Ciudadanía, “El desafío ético de la nueva ciudadanía”.

## Premios y reconocimientos
- 2021 - Reconocido como Alumni Ilustre de la Facultad de Ciencias de la Información de la Universidad Complutense de Madrid.[32]
- 2015 - Elegido por PRovoke como uno de los 15 profesionales del mundo de la comunicación y del marketing a seguir.[33]
- 2015 - Reconocido como PR Executive of the Year en los International Business Awards.[34]
- 2014 - Socio destacado del año de la Federación Nacional de Asociaciones de Consultoría.[35]
- 2013 - Premio SABRE de Honor por la Consecución Individual de Objetivos Extraordinarios.[36]